# Resende (Rio de Janeiro)
Resende – miasto i gmina w Brazylii, w stanie Rio de Janeiro. Znajduje się w mezoregionie Sul Fluminense i mikroregionie Vale do Paraíba Fluminense.
W mieście mają siedzibę kluby piłkarskie Resende FC, Pérolas Negras i EC Resende.